# Anthony Gayton

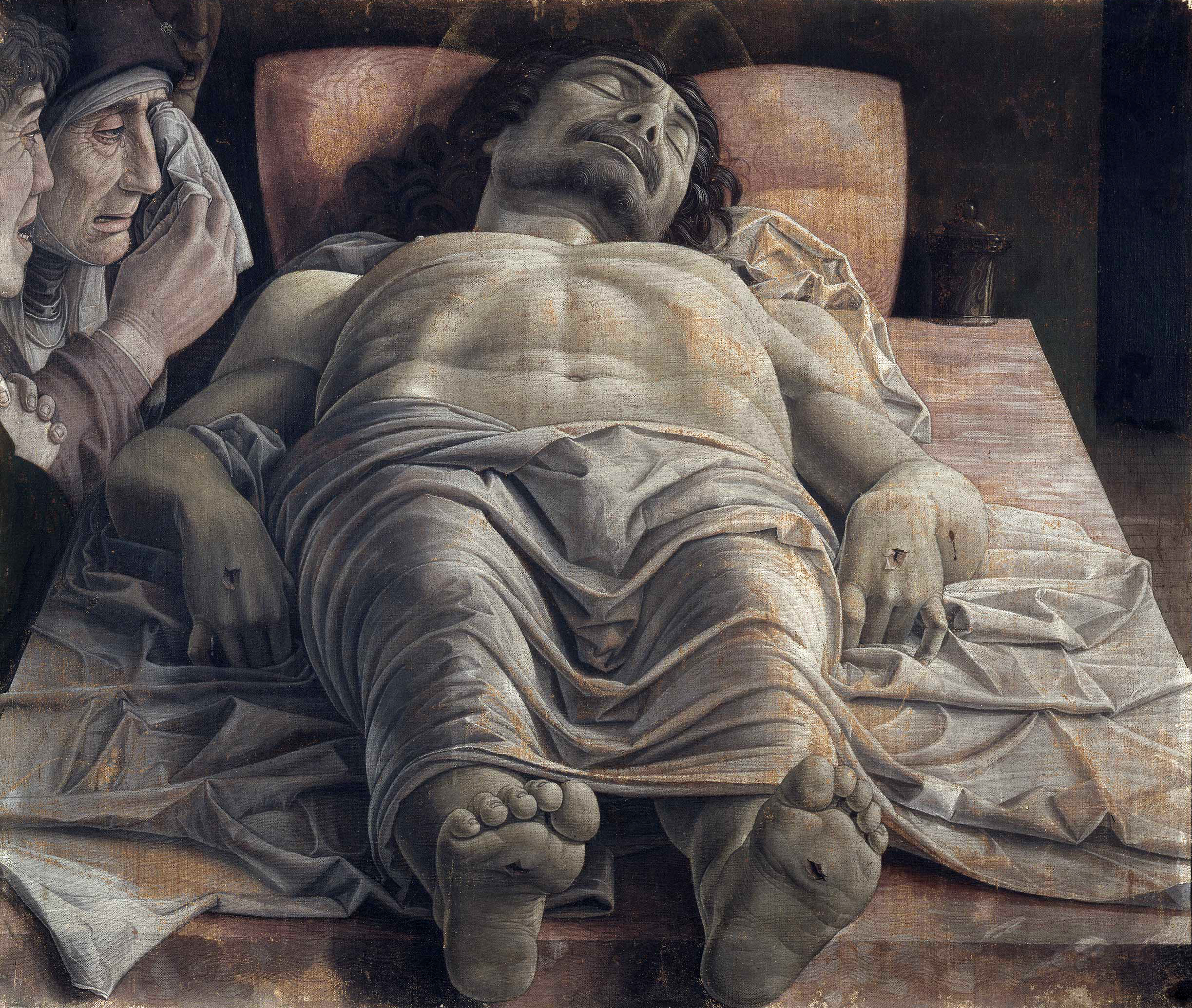
La Lamentación sobre Cristo muerto de Andrea Mantegna (Pinacoteca de Brera, Milán) ha inspirado a Gayton una de sus obras más conocidas.

Anthony Gayton (Devon, 1968) es un fotógrafo inglés, caracterizado por el fuerte homoerotismo de sus obras.

## Biografía
Se trasladó a Farnham para estudiar fotografía en el West Surrey College of Art and Design y, posteriormente, amplió sus conocimientos fotográficos en la Universidad de Westminster de Londres. Tras obtener varias becas y participar en exposiciones colectivas, en 1993 se instaló en Viena. Entre 1998 y 2007 trabajó para el estudio del fotógrafo austriaco Andreas H. Bitesnich, artista especializado en retratos y desnudos. A partir de 2007, Gayton inició su carrera en solitario, con importantes exposiciones internacionales.
Muchas de las fotografías de Gayton están retocadas digitalmente y se inspiran en mitos, personajes o representaciones plásticas masculinas de connotaciones eróticas. Así, ha reinterpretado obras pictóricas de Andrea Mantegna o Caravaggio, mitos homoeróticos como Ganimedes, Ícaro o Narciso o personajes como san Sebastián, al que los pintores han utilizado tradicionalmente como modelo de belleza masculina.

## Publicaciones
En 2005 la editorial Neues publicó su primer libro, Sinners & Saints.